# Jōji
Jōji (japanska: 貞治?, Jō-ji), 1362–1368, är en period i den japanska tideräkningen, vid det delade Japans norra tron. Ōan börjar under södra tronens Shōhei och fortsätter under Kentoku och Bunchū. Kejsare vid den norra tronen var Go-Kōgon. Shoguner var Ashikaga Yoshiakira och Ashikaga Yoshimitsu.
Namnet på perioden är hämtat från ett citat ur I Ching.
Perioden har gett namn åt den så kallade Jōjiincidenten eller Jojikuppen 1363, då konstapeln (shugo) Shiba Takatsune, efter att gradvis ha överskridit sina befogenheter och tillskansat sig mer makt, gjorde sig till de facto-feodalherre (daimyo) och började beskatta ett eget landområde i provinsen Echizen. Andra tjänstemän på hans nivå följde i hans spår.